# Fairview (Virginia Occidental)
Fairview es un pueblo ubicado en el condado de Marion en el estado estadounidense de Virginia Occidental. En el Censo de 2010 tenía una población de 408 habitantes y una densidad poblacional de 562,61 personas por km².

## Geografía
Fairview se encuentra ubicado en las coordenadas 39°35′34″N 80°14′48″O / 39.59278, -80.24667. Según la Oficina del Censo de los Estados Unidos, Fairview tiene una superficie total de 0.73 km², de la cual 0.73 km² corresponden a tierra firme y (0%) 0 km² es agua.

## Demografía
Según el censo de 2010, había 408 personas residiendo en Fairview. La densidad de población era de 562,61 hab./km². De los 408 habitantes, Fairview estaba compuesto por el 98.77% blancos, el 0% eran afroamericanos, el 0.25% eran amerindios, el 0% eran asiáticos, el 0% eran isleños del Pacífico, el 0% eran de otras razas y el 0.98% pertenecían a dos o más razas. Del total de la población el 0.25% eran hispanos o latinos de cualquier raza.